# Redorne
Redorne is een historisch merk van motorfietsen.
In januari 1977 werd deze Engelse crossmotor aan de pers voorgesteld. De machine leek op de AJS Stormer, maar had een 400 cc tweetaktmotor. Het was ook voor die tijd al een tamelijk ouderwets geconstrueerde machine, waarvan dan ook niets meer werd vernomen.